# Deutsche Vermögensberatung
Дойче Фермёгенсбератунг (нем. Deutsche Vermögensberatung AG, сокр. DVAG «Немецкая имущественная(инвестиционная) консультация») — это компания, расположенная во Франкфурте, Германия. DVAG представлена в Германии, Австрии и Швейцарии. Основанная в 1975 году Райнфридом Полем, компания находится под управлением холдинга Deutsche Vermögensberatung и считается одним из крупнейших страховых дистрибьюторов в Германии.
Компания Deutsche Vermögensberatung имеет более 5 000 торговых подразделений и филиалов и обслуживает около 8 миллионов клиентов. За 2023 финансовый год компания получила доход в размере 2,30 млрд евро и прибыль в размере 271,9 млн евро. Общий объем заключенных контрактов составил 251,7 млрд евро.

## Руководство

### Совет директоров
Управление компанией осуществляется советом директоров, в который входят:
- Андреас Поль (председатель правления)
- Маркус Асмут (корпоративное развитие, маркетинг)
- Андреас Франкен (юридический отдел, отдел кадров)
- Кристиан Гланц (ИТ, операции, администрация)
- Ларс Кнакштедт (финансы, участия, недвижимость, налоги)
- Маркус Кнапп (Центральное развитие продаж, страхование, образование и обучение)
- Хельге Лах (рынки и регулирование, торговые ассоциации, учебный центр в Марбурге)
- Штеффен Лейпольд (банковское дело и инвестиции, зарубежные страны)
- Роберт Пайль (координация продаж, мероприятия, обучение руководителей)

### Наблюдательный совет
Ханс-Тео Франкен занимает должность председателя наблюдательного совета с апреля 2021 года.

## История
В 1975 году Райнфрид Поль занялся созданием компании под названием Kompass Gesellschaft für Vermögensanlagen GmbH. С 1967 по 1969 год Поль работал в компании Investors Overseas Services (IOS), а с 1970 по 1974 год — в компании Bonnfinanz. Он начал свою деятельность 1 июля 1975 года вместе с 35-ю бывшими коллегами из Bonnfinanz. Поль разработал т. н. «концепцию всех финансов» (нем. Allfinanz-Konzept), на которой основывалась DVAG в 1950-х годах.
Компания Allgemeine Vermögensberatung AG (AVAG) была основана в 1976 году. В 1983 году AVAG была переименована в Deutsche Vermögensberatung AG. Сыновья Райнфрида Поля — Андреас и Райнфрид-младший — вошли в состав совета директоров компании в 1984 году. В 1993 году была основана австрийская дочерняя компания, которая в настоящее время ведет свою деятельность под названием Deutsche Vermögensberatung Bank Aktiengesellschaft. В 2001 году компания начала сотрудничать с банком Deutsche Bank.
В 2003 году компания подверглась реструктуризации, в результате которой сформировался холдинг Deutsche Vermögensberatung Holding со штаб-квартирой в Марбурге. Компания вышла на швейцарский рынок в 2004 году с компанией SVAG Schweizer Vermögensberatung. В 2007 году DVAG стала эксклюзивным дистрибьютором страховых услуг AachenMünchener и с тех пор управляет этим сегментом как независимая дочерняя компания под названием Allfinanz Deutsche Vermögensberatung. В том же году в состав организации была включена компания FVD. В 2008 году DVAG взяла на себя дистрибуцию Deutsche Bausparkasse Badenia, а в 2018 году стала эксклюзивным дистрибьютором Generali (EVG).

## Бизнес-партнеры
В Германии наиболее важным партнером является холдинговая компания Generali Deutschland с входящими в нее компаниями Badenia Bausparkasse и Advocard Rechtsschutzversicherung (юридическое страхование). Есть и другое сотрудничество, например, с компанией BKK Linde, по медицинскому страхованию.
В рамках партнерства с Deutsche Bank Group DVAG с 2001 года распространяет банковские продукты Deutsche Bank (DB) и инвестиционные фонды дочерней компании DB — DWS. Другие партнеры — Commerzbank, HypoVereinsbank, DSL Bank, Santander Bank, Allianz Global Investors, и Geiger Edelmetalle AG.
Расчетный центр Deutsche Verrechnungsstelle (DV), также расположенный во Франкфурте-на-Майне, специализируется на профессиональном управлении счетами для предпринимателей, а также малого и среднего бизнеса. Он предлагает продукты и услуги для обеспечения ликвидности этих компаний. Центр был основан в 2015 году Андреасом Полем и Райнфридом Полем.
В Австрии партнерами DVAG являются Generali Versicherungs AG, Unicredit Bank Austria, BAWAG P.S.K., Allianz Global Investors, DWS и s Bausparkasse. Деловые партнеры DVAG в Швейцарии — Generali, PAX, bank zweiplus, CSS, Innova, assura, Sanitas, Glarner Kantonalbank и, с 2021 года Global Sana AG. Планируется создание холдинговой компании, которая объединит деятельность Deutsche Vermögensberatung на швейцарском рынке. В этот холдинг войдут две независимые компании Global Sana AG и SVAG Schweizer Vermögensberatung AG.

## Спонсорство
DVAG активно занимается спортивным спонсорством с 1996 года, в этом контексте компания сотрудничала со многими спортсменами. Помимо нынешнего сотрудничества с Юргеном Клоппом, партнерами-спонсорами являются Фабиан Хамбюхен, Бритта Хайдеман, Джои Келли и Мик Шумахер.
Семикратный чемпион мира Формулы-1 Михаэль Шумахер сотрудничает с DVAG с 1996 года. Существующий спонсорский контракт остается в силе даже после серьезной аварии Шумахера на лыжах в декабре 2013 года. В феврале 2016 года в Марбурге в честь 20-летия партнерства была открыта выставка имени Михаэля Шумахера, которая работала до декабря 2018 года. Сын Шумахера Мик в настоящее время также спонсируется компанией, поскольку сам является пилотом Формулы-1.

## Социальная деятельность
Deutsche Vermögensberatung поддерживает социальные проекты и организации, например, некоммерческую организацию Menschen brauchen Menschen e.V. DVAG поддерживает образовательные проекты для детей и является одним из главных партнеров банка продовольствия Tafel Deutschland с 2020 года.

### Благотворительный марафон канала RTL
Начиная с 25-го благотворительного марафона канала RTL (RTL-Spendenmarathon) в 2020 году, компания Deutsche Vermögensberatung поддерживает фонд Stiftung RTL — Wir helfen Kindern e. V. Вместе с амбассадорами компания смогла собрать сумму пожертвований в размере 300 000 евро в 2020 году. На 26-м благотворительном марафоне RTL при поддержке компании было собрано 500 000 евро. Семья Шумахер увеличила эту сумму до 1 миллиона евро. Эти пожертвования были направлены на образовательные проекты фонда RTL.

### Поддержка после наводнений в Европе в 2021 году
Компания Deutsche Vermögensberatung собрала около 650 000 евро пожертвований для поддержки различных мер в затопленных районах, пострадавших от наводнений в Европе в 2021 году. Сама DVAG пожертвовала около 40 % от этой суммы.